# Boana geographica
Boana geographica é uma espécie de anfíbio da família Hylidae. Pode ser encontrada na Bolívia, Brasil, Peru, Equador, Colômbia, Venezuela, Guiana, Suriname, Guiana Francesa e ilha de Trinidad.